# Breakthrough
Breakthrough är ett musikalbum av Colbie Caillat. Albumet släpptes den 25 augusti 2009. 

## Låtlista
1. I Won't  3:45
2. Begin Again  4:15
3. You Got Me  4:01
4. Fallin' for You  3:37
5. Rainbow  3:56
6. Droplets  3:24
7. I Never Told You  3:53
8. Fearless  5:06
9. Runnin' Around  3:48
10. Break Through  3:39
11. It Stops Today  3:47
12. Breakin' at the Cracks  5:41

### Deluxe Edition
13. What I Wanted to Say  4:35
14. Out of My Mind  4:41
15. Don't Hold Me Down  3:47
16. Never Let You Go  4:19
17. Stay With Me  4:27